# Barbara Ellmerer

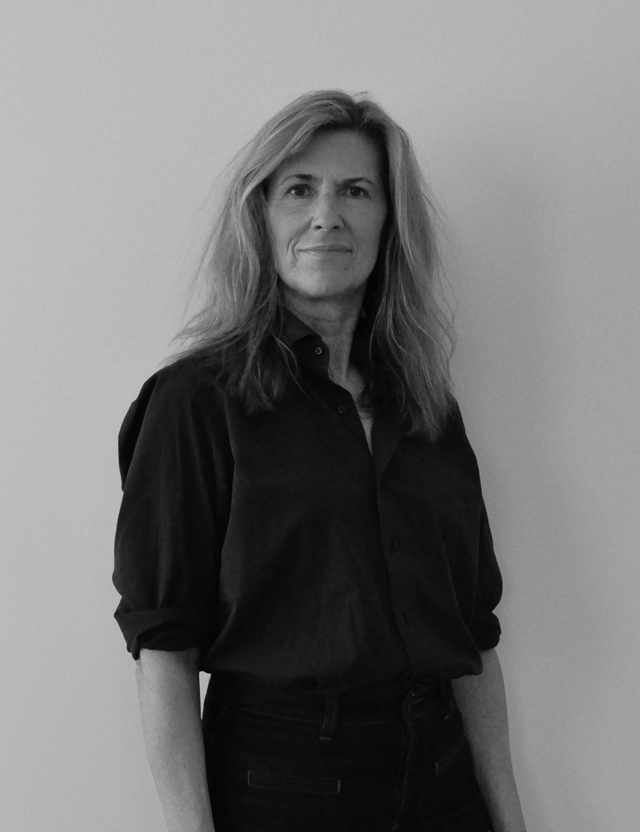
Barbara Ellmerer (2014)

Barbara Ellmerer (* 27. Juli 1956 in Meiringen) ist eine schweizerisch-österreichische Malerin und Zeichnerin. 

## Leben
Barbara Ellmerer ist in Meiringen aufgewachsen, sie besuchte dort und in Interlaken die Grundschulen. Bereits während der anschliessenden Ausbildung am Lehrerinnenseminar Thun besuchte sie parallel die Kunstgewerbeschule Bern. Es folgten vier Jahre Lehrtätigkeit. Anschliessend liess sie sich an der F+F Schule für experimentelle Gestaltung (heute F+F Schule für Kunst und Design Zürich) zur bildenden Künstlerin ausbilden. Gleichzeitig engagierte sich Ellmerer politisch in der Jugendbewegung und war aktiv in feministischen Gruppierungen, denen sie sich bis heute verbunden fühlt. 1985 bezog Ellmerer ihr erstes Atelier im Industriegebiet in Zürich, vermied es aber bis Ende der Achtzigerjahre an eine Kunstöffentlichkeit zu treten. Mit Tusche und Pinsel zeichnete sie beispielsweise direkt in den Schnee und liess diese Arbeiten, die sich dem Zugriff des Kunstmarktes verweigern, nur als vergängliche Bilder des Augenblicks gelten. 1988–1989 schrieb sie sich ein an der Hochschule der Künste Berlin (heute UdK) ein. Danach folgen längere Arbeitsaufenthalte in Italien, Österreich und Spanien, 1992–1994 lebte sie in New York City. Heute lebt und arbeitet sie in Zürich.

## Werk

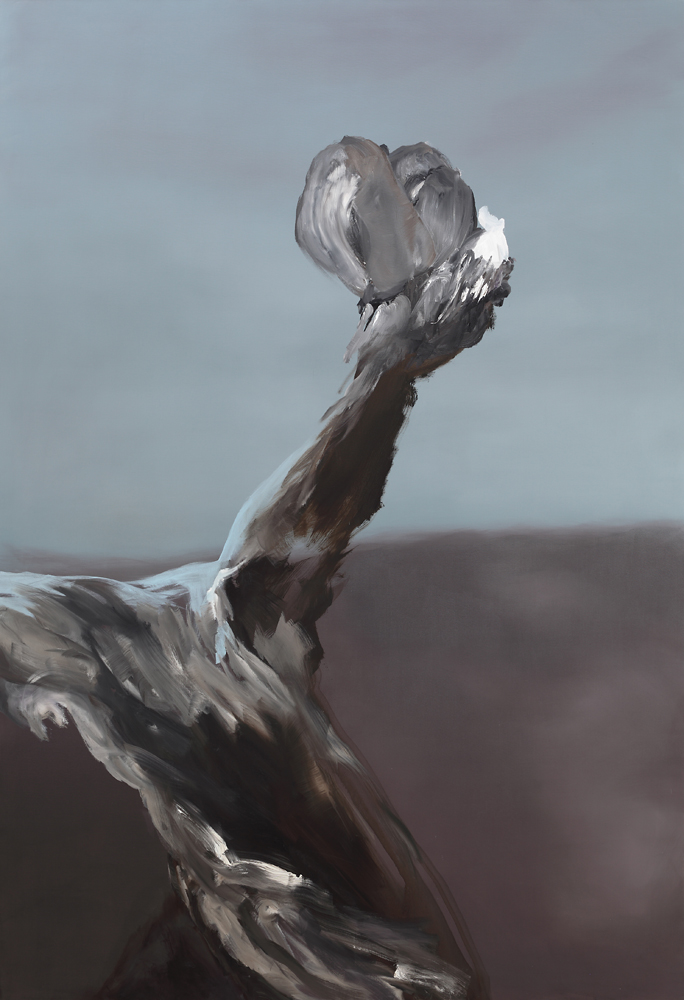
Barbara Ellmerer: Organell II 2019, Oil on canvas, 220 × 150 cm

Ihre Medien sind die Ölmalerei, analoge und digitale Zeichnung, Aquarell, Druckgrafik und Malerei-Installation. Das bis heute bestimmendes Thema sind unsichtbare Kräfte, die in Form von menschlichen Gesichtern und Figuren in den Bildern auftauchen, Gegenständliches, das sich stets an der Grenze zur malerischen Auflösung befindet. Später rückt sie organische Formen, Pflanzen, Pilze oder auch Landschaften ins Zentrum ihrer Untersuchungen. Den Kontext findet sie in der zeitgenössischen Naturwissenschaft, der Kosmologie und der Biologie.
Seit 2011 setzt Ellmerer physikalische Prozesse ins Zentrum ihrer Arbeit. Ausgehend von wissenschaftlichen Diagrammen transponiert sie Atome in Malerei, dabei erweitert sie das Medium Malerei in den Raum.
2004 wurde Ellmerer mit dem Werkjahr der UBS ausgezeichnet, 2008 reiste sie mit einem Stipendium der Pro Helvetia nach New Delhi. Ellmerers Werke sind in zahlreichen öffentlichen und privaten Sammlungen vertreten. Sie ist (Mit-)Begründerin und Co-Autorin des Blogs Journal für Kunst, Sex und Mathematik, der seit 2006 online ist.

## Ausstellungen (Auswahl)

### Einzelausstellungen
- Galerie Urs Meile, Luzern, CH (1991)
- Galerie Freund, Klagenfurt, A (1992, 1994)
- Galerie Lawrence Rubin, Zürich, CH (1997)
- Musée d’Art et d’Histoire de Neuchâtel, (mit Francine Simonin), Neuchâtel, CH (1997)
- Städtische Galerie im Amtshimmel, Baden, CH (2000)
- Kunsthaus Langenthal (mit Sammlung Oberholzer), Langenthal, CH (2003)
- Trinitatiskirche Köln, Köln, D (2004)
- Casa Museo Mariàtegui, Lima, Peru (2005)
- Gluri-Suter-Huus, Wettingen, CH (2007)
- Galerie Numaga, Colombier, CH (2006, 2009, 2014, 2018)
- Galerie Haldemann, Bern, CH (1998, 2002, 2005, 2010)
- Galerie Andres Thalmann, Zürich, CH (1997, 1999, 2002, 2006, 2011, 2015, 2017)

### Gruppenausstellungen
- World Trade Center and Goethe-Institut, Bangkok, Thailand (1996)
- Chiang Mai Social Installation, Chiang Mai, Thailand (1997)
- Experimental Art Gallery, New Delhi, Indien (2008)
- Gallery Espace/The Savara Foundation of the Arts, New Delhi, Indien (2009)
- Zentralbibliothek Zürich, CH (2010)
- Kunstmuseum Thun, CH (2011)
- Kunsthaus Interlaken, CH (2016)
- Kunsthaus Centre Pasqu’Art, Biel, CH (2017)
- Musée Jurassien des arts, Moutier, CH (2017)
- IG Halle, KunstZeugHaus Rapperswil, CH (2018)
- Kunstraum Kreuzlingen, CH (2019)
- Kunsthalle Palazzo Liestal, CH (2019)